# Ястржембский, Игнатий Антонович

Курганский ревтрибунал, 1918 год. Четвертый слева во втором ряду — Иосиф Ястржембский.

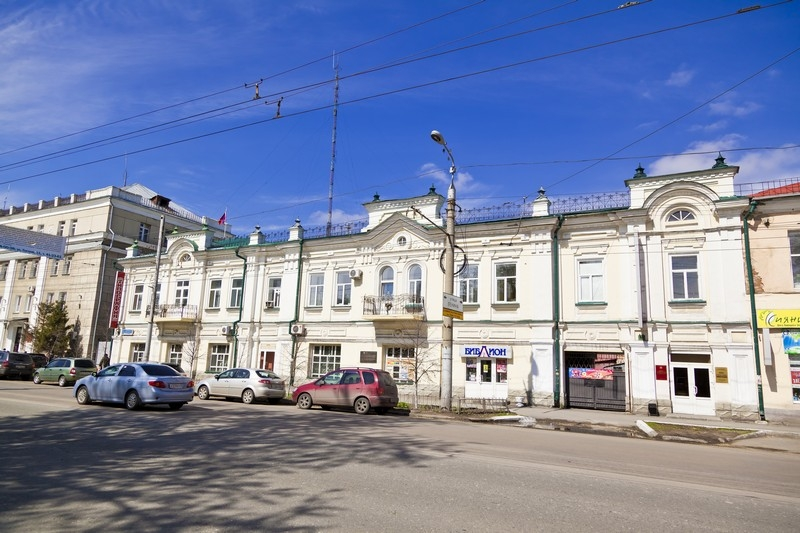
Дом, где располагался курганский городской революционный трибунал, Курган, ул. Куйбышева, 87

Игнатий Антониевич (Антонович) Ястржембский (1875, Варшава — 2 июня 1918, Курган, Тобольская губерния) — советский государственный деятель. Председатель Курганского городского трибунала (1918).

## Биография
Игнатий Ястржембский родился в 1875 году, был римско-католического исповедания. Мещанин города Варшавы Варшавской губернии Варшавского генерал-губернаторства, ныне город — столица Республики Польша.
В августе 1917 года приехал в город Курган Курганского уезда Тобольской губернии как представитель ЦК РСДРП(б). Провёл большую подготовительную работу по размежеванию с меньшевиками и образованию самостоятельной большевистской организации в Кургане.
18 (31) октября 1917 года в Кургане в доме, где снимал квартиру ссыльный большевик Иосиф Яковлевич Буждан на Дворянской улице (ныне улица Советская, 116) на подготовленном под руководством Игнатия Ястржембского совещании создана партийная организация большевиков. Присутствовали 21 человек.  Председателем городского комитета был избран Александр Павлович Климов, секретарём — Вера Буждан, членами — Пётр Яковлевич Гордиенко, Михаил Петрович Князев и М.В. Городецкий.
Точная дата образования трибунала в Кургане не установлена, он работал уже в январе 1918 года. В Кургане действовало два трибунала: городской и железнодорожный. Городской располагался в доме Дунаевых на Троицкой улице (ныне улица Куйбышева, 87). Председатель и заседатели трибуналов, всего шесть человек, должны были назначаться Советами на срок в один месяц, но в Кургане такой порядок не соблюдался. Членов трибунала называли народными судьями. Первым председателем городского трибунала был Николай Михайлович Михайлов. С 1 марта (возможно ранее, но не раньше 18 февраля) его сменил Игнатий Ястржембский. Члены трибунала менялись или всем составом, или частично. В феврале народными судьями являлись Василий Назарович Денисов, Иосиф Яковлевич Буждан, Мартин Петрович Грунт, Церенщиков и секретарь Владимир Андреевич Курбатов. В следующем составе остался Иосиф Буждан, к нему присоединились Алексей Михайлович Зарубин, Иван Савельевич Бутаков, Подгорнов, Самойлов и секретарь Пономарёв. В последующем составе остались Бутаков, Зарубин, Самойлов, присоединились Прокопий Никитич Кунгуров, Семён Нестерович Тишков и секретарь Александр Естафьевич Мартынюк. Мировой судья Всеволод Михайлович фон Воюцкий вступил в должность комиссара юстиции, частный поверенный Владимир Андреевич Курбатов — секретаря трибунала. При трибунале была создана следственная комиссия, возглавленная Филиппом Ивановичем Кучевасовым, а членами комиссии стали Григорий Михайлович Зырянов и Ян Янович Пуриц. При ревтрибунале числилась Курганская тюрьма, начальником которой был назначен Мартин Петрович Грунт.
В ночь на 2 июня 1918 года произошло восстание Чехословацкого корпуса.
В метрической книге Богородице-Рождественского собора записано, что Ястрожембский Игнатий Антониевич был убит 20 мая (2 июня) 1918 года. Погребён 23 мая (5 июня)  1918 года на приходском кладбище, согласно удостоверению курганской городской больницы от 21 мая (3 июня)  1918 года. Его провожали священник Николай Буров и диакон Иоанн Волчков с пением «Св. Боже». Могила не сохранилась. С 1985 года вместо кладбища — парк Победы города Кургана Курганской области.
Через год газета «Курганская свободная мысль» № 117 от 22 мая (4 июня)  1919 года сообщала в рубрике «Из дневника обывателя» о событиях 3 июня 1918 года:
К вечеру прошёл слух об убийстве председателя революционного трибунала Ястржембского. Передавали в разных версиях. Одни говорили, что убит в стычке с чехо-словаками их пулей, другие — неумело им самим брошенной бомбой, третьи — пулей одного из своих соратников в коридоре тюрьмы, куда они явились в день переворота для расправы с заключенными своими политическими противниками.

## Память
Улица Ястржембского в Северном посёлке города Кургана.